# Stepski soko
Stepski soko (banatski soko; lat. Falco cherrug) naseljava samo jugoistočnu i delom srednju Evropu, dok se glavnina svetskog areala nalazi u centralnoj Aziji.

## Opis
Skoro isto krupan kao arktički soko lovac, ali sav u svetlosmeđim tonovima. Pored ptica lovi i sisare, naročito tekunice. Leže u gnezdima gavranova, vrana, pa čak i orlova, bilo da su napuštena ili on sam otera vlasnika. Veoma je redak i ugrožen.

## Literatura
- Helbig, A.J.; Seibold, I.; Bednarek, W.; Brüning, H.; Gaucher, P.; Ristow, D.; Scharlau, W.; Schmidl, D. & Wink, Michael (1994): Phylogenetic relationships among falcon species (genus Falco) according to DNA sequence variation of the cytochrome b gene. In: Meyburg, B.-U. & Chancellor, R.D. (eds.): Raptor conservation today: 593-599. PDF fulltext
- Merkl, O.; Bagyura, J; Rózsa, L. (2004). „Insects inhabiting Saker (Falco cherrug) nests in Hungary”. Ornis Hungarica. 14: 1—4.. PDF fulltext
- Nittinger, F.; Haring, E.; Pinsker, W.; Wink, M.; Gamauf, A. (2005). „Out of Africa? Phylogenetic relationships between Falco biarmicus and the other hierofalcons (Aves: Falconidae)”. Journal of Zoological Systematics and Evolutionary Research. 43 (4): 321—331. doi:10.1111/j.1439-0469.2005.00326.x.
- Orta, Jaume (1994): 57. Saker Falcon. In: del Hoyo, Josep; Elliott, Andrew & Sargatal, Jordi (eds.): Handbook of Birds of the World, Volume 2: New World Vultures to Guineafowl: 273-274, plate 28. Lynx Edicions, Barcelona.  978-84-87334-15-3
- Tomek, Teresa & Bocheński, Zygmunt (2005): Weichselian and Holocene bird remains from Komarowa Cave, Central Poland. Acta zoologica cracoviensia 48A(1-2): 43-65. PDF fulltext
- Wink, Michael; Seibold, I.; Lotfikhah, F. & Bednarek, W. (1998): Molecular systematics of holarctic raptors (Order Falconiformes). In: Chancellor, R.D., Meyburg, B.-U. & Ferrero, J.J. (eds.): Holarctic Birds of Prey: 29-48. Adenex & WWGBP. PDF fulltext
- Wink, Michael; Sauer-Gürth, Hedi; Ellis, David & Kenward, Robert (2004): Phylogenetic relationships in the Hierofalco complex (Saker-, Gyr-, Lanner-, Laggar Falcon). In: Chancellor, R.D. & Meyburg, B.-U. (eds.): Raptors Worldwide: 499-504. WWGBP, Berlin. PDF fulltext

## Spoljašnje veze
- Архивирано на веб-сајту  (23. новембар 2008)
- Архивирано на веб-сајту  (27. фебруар 2021)